# Lil’ Kim/Diskografie
Diese Diskografie ist eine Übersicht über die musikalischen Werke der US-amerikanischen Rapperin Lil’ Kim. Den Quellenangaben und Schallplattenauszeichnungen zufolge hat sie bisher mehr als 25,6 Millionen Tonträger verkauft, davon alleine in ihrer Heimat über 11 Millionen. Ihre erfolgreichste Veröffentlichung ist das Debütalbum Hard Core mit über sechs Millionen verkauften Einheiten.

## Alben

### Studioalben
| Jahr | Titel Musiklabel                            | Höchstplatzierung, Gesamtwochen, AuszeichnungChartplatzierungen (Jahr, Titel, Musiklabel, Platzierungen, Wochen, Auszeichnungen, Anmerkungen) | Höchstplatzierung, Gesamtwochen, AuszeichnungChartplatzierungen (Jahr, Titel, Musiklabel, Platzierungen, Wochen, Auszeichnungen, Anmerkungen) | Höchstplatzierung, Gesamtwochen, AuszeichnungChartplatzierungen (Jahr, Titel, Musiklabel, Platzierungen, Wochen, Auszeichnungen, Anmerkungen) | Höchstplatzierung, Gesamtwochen, AuszeichnungChartplatzierungen (Jahr, Titel, Musiklabel, Platzierungen, Wochen, Auszeichnungen, Anmerkungen) | Höchstplatzierung, Gesamtwochen, AuszeichnungChartplatzierungen (Jahr, Titel, Musiklabel, Platzierungen, Wochen, Auszeichnungen, Anmerkungen) | Anmerkungen                                                    |
| Jahr | Titel Musiklabel                            | DE | AT | CH | UK | US | Anmerkungen                                                    |
| ---- | ------------------------------------------- | --- | --- | --- | --- | --- | -------------------------------------------------------------- |
| 1996 | Hard Core Atlantic Records (WMG)            | — | — | — | — | US11 ×2Doppelplatin · (47 Wo.)US | Erstveröffentlichung: 12. November 1996 Verkäufe: + 6.000.000  |
| 2000 | The Notorious K.I.M. Atlantic Records (WMG) | DE76 (6 Wo.)DE | — | CH100 (1 Wo.)CH | UK67 (1 Wo.)UK | US4 Platin · (37 Wo.)US | Erstveröffentlichung: 26. Juni 2000 Verkäufe: + 5.100.000      |
| 2003 | La Bella Mafia Atlantic Records (WMG)       | DE82 (2 Wo.)DE | — | CH81 (3 Wo.)CH | UK80 (1 Wo.)UK | US5 Platin · (29 Wo.)US | Erstveröffentlichung: 3. März 2003 Verkäufe: + 2.000.000       |
| 2005 | The Naked Truth Atlantic Records (WMG)      | — | — | — | — | US6 (9 Wo.)US | Erstveröffentlichung: 13. September 2005 Verkäufe: + 2.700.000 |
| 2019 | 9 eOne Music (MNRK)                         | — | — | — | — | — | Erstveröffentlichung: 11. Oktober 2019 Verkäufe: + 1.000       |

### Remixalben
| Jahr | Titel Musiklabel                     | Anmerkungen                        |
| ---- | ------------------------------------ | ---------------------------------- |
| 2006 | Dance Remixes Atlantic Records (WMG) | Erstveröffentlichung: 5. Juni 2006 |

### Mixtapes
| Jahr | Titel Musiklabel                           | Anmerkungen                              |
| ---- | ------------------------------------------ | ---------------------------------------- |
| 2008 | Ms. G.O.A.T Money-Maker Records (MMC)      | Erstveröffentlichung: 27. Mai 2008       |
| 2011 | Black Friday Queen Bee Entertainment (QBE) | Erstveröffentlichung: 14. Februar 2011   |
| 2014 | Hard Core 2K14 I.R.S. Records (IRS)        | Erstveröffentlichung: 11. September 2014 |
| 2016 | Lil’ Kim Season I.R.S. Records (IRS)       | Erstveröffentlichung: 28. März 2016      |

## Singles

### Als Leadmusikerin
| Jahr | Titel Album                                                 | Höchstplatzierung, Gesamtwochen, AuszeichnungChartplatzierungen (Jahr, Titel, Album, Platzierungen, Wochen, Auszeichnungen, Anmerkungen) | Höchstplatzierung, Gesamtwochen, AuszeichnungChartplatzierungen (Jahr, Titel, Album, Platzierungen, Wochen, Auszeichnungen, Anmerkungen) | Höchstplatzierung, Gesamtwochen, AuszeichnungChartplatzierungen (Jahr, Titel, Album, Platzierungen, Wochen, Auszeichnungen, Anmerkungen) | Höchstplatzierung, Gesamtwochen, AuszeichnungChartplatzierungen (Jahr, Titel, Album, Platzierungen, Wochen, Auszeichnungen, Anmerkungen) | Höchstplatzierung, Gesamtwochen, AuszeichnungChartplatzierungen (Jahr, Titel, Album, Platzierungen, Wochen, Auszeichnungen, Anmerkungen) | Anmerkungen |
| Jahr | Titel Album                                                 | DE | AT | CH | UK | US | Anmerkungen |
| ---- | ----------------------------------------------------------- | --- | --- | --- | --- | --- | --- |
| 1996 | No Time Hard Core                                           | — | — | — | UK45 (2 Wo.)UK | US18 Gold · (20 Wo.)US | Erstveröffentlichung: 1. Oktober 1996 Verkäufe: + 500.000; feat. Puff Daddy                                         |
| 1997 | Crush on You Hard Core                                      | — | — | — | UK23 (5 Wo.)UK | — | Erstveröffentlichung: 9. Juni 1997                                                                                  |
| 1997 | Not Tonight Hard Core                                       | DE99 (1 Wo.)DE | — | — | UK11 (5 Wo.)UK | US6 Platin · (21 Wo.)US | Erstveröffentlichung: 24. Juni 1997 Verkäufe: + 1.005.000 feat. Da Brat, Missy Elliott, Lisa Lopes & Angie Martinez |
| 2000 | No Matter What They Say The Notorious K.I.M.                | — | — | — | UK35 (2 Wo.)UK | US60 (10 Wo.)US | Erstveröffentlichung: 28. Mai 2000                                                                                  |
| 2000 | How Many Licks? The Notorious K.I.M.                        | DE58 (8 Wo.)DE | — | — | — | US75 (9 Wo.)US | Erstveröffentlichung: 1. Juli 2000 feat. Sisqó                                                                      |
| 2001 | Lady Marmalade Moulin Rouge! Music from Baz Luhrmann’s Film | DE1 Platin · (19 Wo.)DE | AT3 Gold · (28 Wo.)AT | CH1 Gold · (30 Wo.)CH | UK1 ×2Doppelplatin · (19 Wo.)UK | US1 Platin · (20 Wo.)US | Erstveröffentlichung: 27. März 2001 Verkäufe: + 5.200.000 mit Christina Aguilera, Mýa, P!nk & Missy Elliott         |
| 2001 | In the Air Tonite Urban Renewal (Songs of Phil Collins)     | DE3 Gold · (15 Wo.)DE | AT8 (16 Wo.)AT | CH11 (15 Wo.)CH | UK26 (2 Wo.)UK | — | Erstveröffentlichung: 16. Juli 2001 Verkäufe: + 250.000; feat. Phil Collins                                         |
| 2003 | The Jump Off La Bella Mafia                                 | DE78 (5 Wo.)DE | — | — | UK16 (8 Wo.)UK | US17 (20 Wo.)US | Erstveröffentlichung: 18. Februar 2003 feat. Mr. Cheeks                                                             |
| 2003 | (When Kim Say) Can You Hear Me Now? La Bella Mafia          | — | — | — | — | — | Erstveröffentlichung: 4. März 2003 feat. Missy Elliott                                                              |
| 2003 | Magic Stick La Bella Mafia                                  | — | — | — | — | US2 (24 Wo.)US | Erstveröffentlichung: 8. April 2003 feat. 50 Cent                                                                   |
| 2003 | Thug Luv La Bella Mafia                                     | — | — | — | — | — | Erstveröffentlichung: 14. Oktober 2003 feat. Twista                                                                 |
| 2005 | Shut Up Bitch! The Naked Truth                              | — | — | — | — | — | Erstveröffentlichung: 12. Juli 2005                                                                                 |
| 2005 | Lighters Up The Naked Truth                                 | DE67 (6 Wo.)DE | — | — | UK12 (12 Wo.)UK | US31 (13 Wo.)US | Erstveröffentlichung: 30. August 2005                                                                               |
| 2005 | Whoa The Naked Truth                                        | — | — | — | UK43 (3 Wo.)UK | — | Erstveröffentlichung: 22. November 2006                                                                             |
| 2009 | Download –                                                  | — | — | — | — | — | Erstveröffentlichung: 24. März 2009 feat. T-Pain & Charlie Wilson                                                   |
| 2011 | I Am Not the One –                                          | — | — | — | — | — | Erstveröffentlichung: 23. November 2011                                                                             |
| 2012 | If You Love Me –                                            | — | — | — | — | — | Erstveröffentlichung: 14. Februar 2012                                                                              |
| 2013 | Twisted –                                                   | — | — | — | — | — | Erstveröffentlichung: 1. März 2013 feat. Tiffany Foxx                                                               |
| 2014 | Haterz Hard Core 2K14                                       | — | — | — | — | — | Erstveröffentlichung: 18. Februar 2014                                                                              |
| 2014 | Identity Theft –                                            | — | — | — | — | — | Erstveröffentlichung: 5. August 2014                                                                                |
| 2014 | No Flex Zone –                                              | — | — | — | — | — | Erstveröffentlichung: 27. August 2014                                                                               |
| 2016 | Panda –                                                     | — | — | — | — | — | Erstveröffentlichung: 16. Februar 2016                                                                              |
| 2016 | #Mine Lil Kim Season                                        | — | — | — | — | — | Erstveröffentlichung: 18. Februar 2016 feat. Kevin Gates                                                            |
| 2017 | Took Us a Break –                                           | — | — | — | — | — | Erstveröffentlichung: 3. November 2017                                                                              |
| 2018 | Spicy –                                                     | — | — | — | — | — | Erstveröffentlichung: 3. März 2018 feat. Fabolous                                                                   |
| 2018 | Nasty One –                                                 | — | — | — | — | — | Erstveröffentlichung: 11. Juli 2018                                                                                 |
| 2019 | Go Awff 9                                                   | — | — | — | — | — | Erstveröffentlichung: 15. Februar 2019                                                                              |
| 2019 | Found You 9                                                 | — | — | — | — | — | Erstveröffentlichung: 27. September 2019 feat. City Girls & O.T. Genasis                                            |
| 2019 | Pray for Me 9                                               | — | — | — | — | — | Erstveröffentlichung: 4. Oktober 2019 feat. Musiq Soulchild & Rick Ross                                             |

### Als Gastmusikerin
| Jahr | Titel Album                                    | Höchstplatzierung, Gesamtwochen, AuszeichnungChartplatzierungen (Jahr, Titel, Album, Platzierungen, Wochen, Auszeichnungen, Anmerkungen) | Höchstplatzierung, Gesamtwochen, AuszeichnungChartplatzierungen (Jahr, Titel, Album, Platzierungen, Wochen, Auszeichnungen, Anmerkungen) | Höchstplatzierung, Gesamtwochen, AuszeichnungChartplatzierungen (Jahr, Titel, Album, Platzierungen, Wochen, Auszeichnungen, Anmerkungen) | Höchstplatzierung, Gesamtwochen, AuszeichnungChartplatzierungen (Jahr, Titel, Album, Platzierungen, Wochen, Auszeichnungen, Anmerkungen) | Höchstplatzierung, Gesamtwochen, AuszeichnungChartplatzierungen (Jahr, Titel, Album, Platzierungen, Wochen, Auszeichnungen, Anmerkungen) | Anmerkungen                                                                                               |
| Jahr | Titel Album                                    | DE | AT | CH | UK | US | Anmerkungen                                                                                               |
| ---- | ---------------------------------------------- | --- | --- | --- | --- | --- | --- |
| 1996 | No More Games Get U Open                       | — | — | — | — | — | Erstveröffentlichung: 15. Januar 1996 Skindeep feat. Lil’ Kim                                             |
| 1997 | It’s All About the Benjamins No Way Out        | — | — | — | UK18 (3 Wo.)UK | US42 (1 Wo.)US | Erstveröffentlichung: 12. August 1997 Puff Daddy feat. Lil’ Kim, The LOX & The Notorious B.I.G.           |
| 1997 | I Can Love You Share My World                  | — | — | — | — | US28 (19 Wo.)US | Erstveröffentlichung: 8. Juli 1997 Mary J. Blige feat. Lil’ Kim                                           |
| 1998 | Money, Power & Respect                         | — | — | — | — | US17 Platin · (20 Wo.)US | Erstveröffentlichung: 17. März 1998 Verkäufe: + 1.000.000; The LOX feat. DMX & Lil’ Kim                   |
| 1998 | Hit ’em wit tha Hee Supa Dupa Fly              | — | — | — | UK25 (3 Wo.)UK | — | Erstveröffentlichung: 4. Mai 1998 Missy Elliott feat. Lil’ Kim                                            |
| 1999 | Play Around The Wonderful World of Cease a Leo | — | — | — | — | — | Erstveröffentlichung: 8. Juni 1999 Lil’ Cease feat. Bristal, Joe Hooker & Lil’ Kim                        |
| 1999 | Notorious B.I.G. Born Again                    | DE56 (8 Wo.)DE | — | CH68 (8 Wo.)CH | UK16 (7 Wo.)UK | US82 (7 Wo.)US | Erstveröffentlichung: 11. Dezember 1999 The Notorious B.I.G. feat. Lil’ Kim & Puff Daddy                  |
| 1999 | Quiet Storm (Remix) Murda Muzik                | — | — | — | — | — | Erstveröffentlichung: 30. März 1999 Mobb Deep feat. Lil’ Kim                                              |
| 2001 | Wait a Minute This Ain’t a Game                | DE76 (5 Wo.)DE | — | CH80 (4 Wo.)CH | UK54 (2 Wo.)UK | US30 (17 Wo.)US | Erstveröffentlichung: 1. Mai 2001 Ray J feat. Lil’ Kim & Pharrell                                         |
| 2001 | What’s Going On                                | DE35 (9 Wo.)DE | AT51 (8 Wo.)AT | CH16 (11 Wo.)CH | UK6 (17 Wo.)UK | US27 (18 Wo.)US | Erstveröffentlichung: 30. Oktober 2001 mit Artists Against AIDS Worldwide; Original: Marvin Gaye          |
| 2002 | Kimnotyze Beat of Life Vol. 1                  | DE6 (17 Wo.)DE | AT31 (16 Wo.)AT | CH43 (12 Wo.)CH | — | — | Erstveröffentlichung: 30. September 2002 DJ Tomekk feat. Lil’ Kim & Trooper Da Don                        |
| 2003 | Can’t Hold Us Down Stripped                    | DE9 (15 Wo.)DE | AT13 (17 Wo.)AT | CH11 (26 Wo.)CH | UK6 Silber · (10 Wo.)UK | US12 (20 Wo.)US | Erstveröffentlichung: 8. Juli 2003 Verkäufe: + 242.500; Christina Aguilera feat. Lil’ Kim                 |
| 2005 | Get Down on It Best of Blue                    | DE29 (9 Wo.)DE | AT41 (5 Wo.)AT | CH35 (7 Wo.)CH | — | — | Erstveröffentlichung: 3. Januar 2005 Blue feat. Lil’ Kim & Kool & the Gang                                |
| 2005 | Sugar (Gimme Some) Thug Matrimony              | — | — | — | UK61 (1 Wo.)UK | US20 Gold · (26 Wo.)US | Erstveröffentlichung: 16. Mai 2005 Verkäufe: + 500.000 Trick Daddy feat. CeeLo Green, Lil’ Kim & Ludacris |
| 2005 | Do the Damn Thing –                            | — | — | — | — | — | Erstveröffentlichung: 28. Juni 2005 Rupee feat. Lil’ Kim                                                  |
| 2007 | Let It Go Just Like You                        | DE72 (4 Wo.)DE | — | — | UK— SilberUK | US7 Platin · (23 Wo.)US | Erstveröffentlichung: 19. Juni 2007 Verkäufe: + 1.200.000; Keyshia Cole feat. Missy Elliott & Lil’ Kim    |
| 2007 | Freaky Gurl (Remix) Back to the Traphouse      | — | — | — | — | — | Erstveröffentlichung: 20. November 2007 Gucci Mane feat. Lil’ Kim & Ludacris                              |
| 2008 | Gimme More (Remix) –                           | — | — | — | — | — | Erstveröffentlichung: 8. Januar 2008 Britney Spears feat. Lil’ Kim                                        |
| 2009 | Girls –                                        | — | — | — | — | — | Erstveröffentlichung: 30. März 2009 Se7en feat. Lil’ Kim                                                  |
| 2010 | Hey Ho Battle of the Sexes                     | — | — | — | — | — | Erstveröffentlichung: 16. Februar 2010 Ludacris feat. Lil Fate & Lil’ Kim                                 |
| 2010 | 10 Date Commandments –                         | — | — | — | — | — | Erstveröffentlichung: 20. August 2010 Am8er feat. Lil’ Kim                                                |
| 2011 | Time to Rock & Roll WWE Anthology              | — | — | — | — | — | Erstveröffentlichung: 25. Juli 2011 Jim Johnston feat. Lil’ Kim                                           |
| 2014 | Fancy (Remix) –                                | DE— aDE | AT— aAT | CH— aCH | UK— aUK | US— aUS | Erstveröffentlichung: 28. August 2014 Iggy Azalea feat. Lil’ Kim                                          |
| 2016 | I Dit It for Brooklyn –                        | — | — | — | — | — | Erstveröffentlichung: 9. März 2016 Maino feat. Lil’ Kim                                                   |
| 2017 | I’m Better (Remix) –                           | — | — | — | — | — | Erstveröffentlichung: 2. Juni 2017 Missy Elliott feat. Eve, Lil’ Kim & Trina                              |
| 2017 | Wake Me Up –                                   | — | — | — | — | — | Erstveröffentlichung: 12. November 2017 Remy Ma feat. Lil’ Kim                                            |
| 2017 | Lovin’ You for Life The King & I               | — | — | — | — | — | Erstveröffentlichung: 19. Mai 2017 Faith Evans & The Notorious B.I.G. feat. Lil’ Kim                      |
| 2019 | Murda Scene –                                  | — | — | — | — | — | Erstveröffentlichung: 9. August 2019 Springz feat. Cash BFD & Lil’ Kim                                    |
| 2023 | Curious (Remix) –                              | — | — | — | — | — | Erstveröffentlichung: 27. Oktober 2023 Eric Bellinger & Hitmaka feat. Lola Brooke & Lil’ Kim              |
| 2024 | Love for Ya –                                  | — | — | — | — | — | Erstveröffentlichung: 16. Februar 2024 Tayy Brown feat. Lil’ Kim                                          |

## Musikvideos
| Jahr | Titel                                | Regisseur(e)                               |
| ---- | ------------------------------------ | ------------------------------------------ |
| 1995 | My Time to Shine                     | Lance Rivera                               |
| 1996 | No Time                              | Marcus Nispel                              |
| 1996 | No One Else (Remix)                  |                                            |
| 1997 | Crush on You                         | Lance Rivera                               |
| 1997 | I Can Love You                       | Kevin Bray                                 |
| 1997 | Not Tonight (Ladies Night Remix)     |                                            |
| 1997 | It’s All About the Benjamins (Remix) | Paul Hunter (Original) Spike Jonze (Remix) |
| 1998 | Hit ’em wit da Hee                   |                                            |
| 1998 | Money, Power & Respect               | Diane Martel                               |
| 1999 | Play Around                          | Sean Combs                                 |
| 1999 | Get Naked                            | Chris Hafner                               |
| 1999 | Notorious B.I.G.                     | Sean Combs, Matt X                         |
| 2000 | No Matter What They Say              | Marcus Raboy                               |
| 2000 | How Many Licks?                      | Francis Lawrence                           |
| 2001 | Lady Marmalade                       | Paul Hunter                                |
| 2001 | Wait a Minute                        | Pharrell Williams                          |
| 2001 | In the Air Tonite                    | Clark Kent                                 |
| 2001 | What’s Going On                      | Malik Hassan Sayeed, Jake Scott            |
| 2002 | Kimnotyze                            | DJ Tomekk                                  |
| 2003 | The Jump Off                         | Benny Boom                                 |
| 2003 | Came Back for You                    | J. Jesses Smith                            |
| 2003 | Can’t Hold Us Down                   | David LaChapelle                           |
| 2005 | Lighters Up                          | Kirk Fraser                                |
| 2005 | Get Down on It                       |                                            |
| 2005 | Sugar (Gimme Some)                   |                                            |
| 2006 | Whoa                                 | Kirk Fraser, Lil’ Kim                      |
| 2006 | Stomp                                | Kirk Fraser                                |
| 2007 | Let It Go                            | James Mtume                                |
| 2009 | Girls                                | Jeff Miyahara                              |
| 2009 | Download                             | Dale Resteghini                            |
| 2011 | Black Friday                         | Picture Perfect                            |
| 2013 | Twisted                              | Jonathan Andrade                           |
| 2013 | Jay-Z                                | Picture Perfect                            |
| 2013 | Look Like Money                      | Kalechi Noel                               |
| 2016 | Auction                              | Hype Williams                              |
| 2017 | Took Us a Break                      | Lil’ Kim                                   |
| 2017 | Wake Me Up                           | Eif Rivera                                 |
| 2018 | Spicy                                | Peter Dmitriyev                            |
| 2018 | Nasty One                            |                                            |
| 2019 | Go Awff                              | Damien Sandoval                            |
| 2019 | Found You                            | Daniel Alderson                            |

## Sonderveröffentlichungen
| Jahr | Titel Album                                                | Anmerkungen                                                                                                |
| ---- | ---------------------------------------------------------- | --- |
| 1994 | Fuck Me Ready to Die                                       | Erstveröffentlichung: 13. September 1994 The Notorious B.I.G. feat. Lil’ Kim                               |
| 1994 | Friend of Mine Ready to Die                                | Erstveröffentlichung: 13. September 1994 The Notorious B.I.G. feat. Lil’ Kim                               |
| 1994 | Intro Ready to Die                                         | Erstveröffentlichung: 13. September 1994 The Notorious B.I.G. feat. Lil’ Kim                               |
| 1996 | No One Else (Puff Daddy Remix) Total                       | Erstveröffentlichung: 13. Februar 1996 Total feat. Da Brat, Foxy Brown & Lil’ Kim                          |
| 1996 | No More Games Get U Open                                   | Erstveröffentlichung: 21. Mai 1996 Skindeep feat. Lil’ Kim                                                 |
| 1997 | Another Life After Death                                   | Erstveröffentlichung: 25. März 1997 The Notorious B.I.G. feat. Lil’ Kim                                    |
| 1997 | I Can Love You Share My World                              | Erstveröffentlichung: 22. April 1997 Mary J. Blige feat. Lil’ Kim                                          |
| 1997 | Give It Up Release Some Tension                            | Erstveröffentlichung: 1. Juli 1997 SWV feat. Lil’ Kim                                                      |
| 1997 | Don’t Stop What You’re Doing No Way Out                    | Erstveröffentlichung: 21. Juli 1997 Puff Daddy & The Family feat. Lil’ Kim                                 |
| 1997 | It’s All About the Benjamins No Way Out                    | Erstveröffentlichung: 21. Juli 1997 Puff Daddy & The Family feat. The Notorious B.I.G., Lil’ Kim & The Lox |
| 1997 | Hit ’em wit da Hee Supa Dupa Fly                           | Erstveröffentlichung: 15. Juli 1997 Missy Elliott feat. Lil’ Kim                                           |
| 1997 | Just Like Me My Way                                        | Erstveröffentlichung: 16. September 1997 Usher feat. Lil’ Kim                                              |
| 1997 | I Know What Girls Like In My Lifetime, Vol. 1              | Erstveröffentlichung: 21. Oktober 1997 Jay-Z feat. Lil’ Kim & Puff Daddy                                   |
| 1997 | Will They Die 4 You? Harlem World                          | Erstveröffentlichung: 28. Oktober 1997 Mase feat. Lil’ Kim & Puff Daddy                                    |
| 1997 | Big Mama Thing Traffic Jams                                | Erstveröffentlichung: 18. November 1997 DJ Skribble feat. Lil’ Kim                                         |
| 1998 | Money, Power & Respect                                     | Erstveröffentlichung: 12. Januar 1998 The LOX feat. DMX & Lil’ Kim                                         |
| 1998 | You Get Dealt Wit Life in 1472                             | Erstveröffentlichung: 20. Juli 1998 Jermaine Dupri feat. Lil’ Kim & Mase                                   |
| 1998 | The Only One Room 112                                      | Erstveröffentlichung: 20. Oktober 1998 112 feat. Lil’ Kim                                                  |
| 1999 | Checkin’ for You Da Real World                             | Erstveröffentlichung: 22. Juni 1999 Missy Elliott feat. Lil’ Kim                                           |
| 1999 | Play Around The Wonderful World of Cease a Leo             | Erstveröffentlichung: 13. Juli 1999 Lil’ Cease feat. Bristal, Joe Hooker & Lil’ Kim                        |
| 1999 | Quiet Storm (Remix) Murda Muzik                            | Erstveröffentlichung: 17. August 1999 Mobb Deep feat. Lil’ Kim                                             |
| 1999 | Gangsta Shit Forever                                       | Erstveröffentlichung: 23. August 1999 Puff Daddy feat. Mark Curry & Lil’ Kim                               |
| 1999 | Journey Through the Life Forever                           | Erstveröffentlichung: 23. August 1999 Puff Daddy feat. Joe Hooker, Lil’ Kim, Nas & Beanie Sigel            |
| 1999 | Real Niggas Forever                                        | Erstveröffentlichung: 23. August 1999 Puff Daddy feat. The Notorious B.I.G. & Lil’ Kim                     |
| 1999 | Da Butta Willennium                                        | Erstveröffentlichung: 15. November 1999 Will Smith feat. Lil’ Kim                                          |
| 1999 | Get Naked Methods of Mayhem                                | Erstveröffentlichung: 7. Dezember 1999 Methods of Mayhem feat. George Clinton, Fred Durst & Lil’ Kim       |
| 1999 | K.I.M. Interlude The Tunnel                                | Erstveröffentlichung: 7. Dezember 1999 Funkmaster Flex & Big Kap feat. Lil’ Kim                            |
| 1999 | Notorious B.I.G. Born Again                                | Erstveröffentlichung: 7. Dezember 1999 The Notorious B.I.G. feat. Lil’ Kim & Puff Daddy                    |
| 2000 | Espacio Life Story                                         | Erstveröffentlichung: 7. März 2000 Black Rob feat. G-Dep & Lil’ Kim                                        |
| 2001 | Wait a Minute This Ain’t a Game                            | Erstveröffentlichung: 19. Juni 2001 Ray J feat. Lil’ Kim & Pharrell                                        |
| 2002 | Shake Ya Body The Best of Both Worlds                      | Erstveröffentlichung: 18. März 2002 Jay-Z & R. Kelly feat. Lil’ Kim                                        |
| 2002 | Do U Wanna Roll? RL: Ements                                | Erstveröffentlichung: 23. April 2002 RL feat. Lil’ Kim & Snoop Dogg                                        |
| 2002 | Fresh from Yard Tropical Storm                             | Erstveröffentlichung: 19. August 2002 Beenie Man feat. Lil’ Kim                                            |
| 2002 | I Need That (I Want That) A Girl Can Mack                  | Erstveröffentlichung: 22. Oktober 2002 3LW feat. Lil’ Kim                                                  |
| 2002 | Can’t Hold Us Down Stripped                                | Erstveröffentlichung: 25. Oktober 2002 Christina Aguilera feat. Lil’ Kim                                   |
| 2002 | Kimnotyze Beat of Life Vol. 1                              | Erstveröffentlichung: 28. Oktober 2002 DJ Tomekk feat. Lil’ Kim & Trooper Da Don                           |
| 2002 | Gone Delirious G.H.E.T.T.O. Stories                        | Erstveröffentlichung: 10. Dezember 2002 Swizz Beatz feat. Lil’ Kim                                         |
| 2003 | Ten Commandments Meet the Girl Next Door                   | Erstveröffentlichung: 1. Januar 2003 Lil’ Mo feat. Lil’ Kim                                                |
| 2003 | Rock the Party (Young Heff Remix) Redemption               | Erstveröffentlichung: 14. Januar 2003 Benzino feat. Lil’ Kim, Petey Pablo & Mario Winans                   |
| 2003 | Body Kiss                                                  | Erstveröffentlichung: 6. Mai 2003 The Isley Brothers feat. Lil’ Kim                                        |
| 2003 | Impatient Bittersweet                                      | Erstveröffentlichung: 24. Juni 2003 Blu Cantrell feat. Fat Joe & Lil’ Kim                                  |
| 2004 | Naughty Girl (Live) Live at Wembley (Japanese Edition)     | Erstveröffentlichung: 26. April 2004 Beyoncé feat. Lil’ Kim                                                |
| 2004 | Sugar (Gimme Some) Thug Matrimony                          | Erstveröffentlichung: 26. Oktober 2004 Trick Daddy feat. CeeLo Green, Lil’ Kim & Ludacris                  |
| 2004 | Get Ya Shit Together Urban Legend                          | Erstveröffentlichung: 30. November 2004 T.I. feat. Lil’ Kim                                                |
| 2004 | Get Down on It Best of Blue                                | Erstveröffentlichung: 11. November 2004 Blue feat. Lil’ Kim & Kool & the Gang                              |
| 2005 | Do Wrong The Day After                                     | Erstveröffentlichung: 4. Oktober 2005 Twista feat. Lil’ Kim                                                |
| 2007 | Let It Go Just Like You                                    | Erstveröffentlichung: 25. September 2007 Keyshia Cole feat. Missy Elliott & Lil’ Kim                       |
| 2007 | Freaky Gurl (Remix) Back to the Traphouse                  | Erstveröffentlichung: 10. Dezember 2007 Gucci Mane feat. Lil’ Kim & Ludacris                               |
| 2008 | 5 Boroughs The Return of the G.O.A.T.                      | Erstveröffentlichung: 2008 LL Cool J Feat. Jim Jones, Lil’ Kim, Krs One & Method Man                       |
| 2008 | Where You At All I Feel                                    | Erstveröffentlichung: 8. April 2008 Ray J feat. The Game & Lil’ Kim                                        |
| 2008 | Brooklyn 4 Life The One and Only                           | Erstveröffentlichung: 23. September 2008 Maino feat. Lil’ Kim & Papoose                                    |
| 2008 | Get Money Bitchez I'm da Man 2K9                           | Erstveröffentlichung: 6. November 2008 Shawty Lo feat. Lil’ Kim                                            |
| 2008 | New Jack City Bitch Back on My Bullshit                    | Erstveröffentlichung: 19. November 2008 Cutmaster C & Uncle Murda feat. Lil’ Kim                           |
| 2008 | Cover Girl Intuition                                       | Erstveröffentlichung: 16. Dezember 2008 Jamie Foxx feat. Lil’ Kim                                          |
| 2009 | Unstoppable Girl from the Hood                             | Erstveröffentlichung: 31. August 2009 Yolanda Renee feat. Lil’ Kim                                         |
| 2009 | Porn Star Jealous Ones Still Envy 2                        | Erstveröffentlichung: 6. Oktober 2009 Fat Joe feat. Lil’ Kim                                               |
| 2009 | Gangsta Girl From the Hut, to the Projects, to the Mansion | Erstveröffentlichung: 10. November 2009 Wyclef Jean feat. Lil’ Kim                                         |
| 2009 | Grindin’ Makin Money Priceless                             | Erstveröffentlichung: 23. November 2009 Birdman feat. Lil’ Kim & Nicki Minaj                               |
| 2009 | Get Up on It King Amongst Men: The Lost Album              | Erstveröffentlichung: 24. November 2009 Mams Taylor feat. The Game & Lil’ Kim                              |
| 2010 | Hey Ho Battle of the Sexes                                 | Erstveröffentlichung: 5. März 2010 Ludacris feat. Lil Fate & Lil’ Kim                                      |
| 2011 | Everywhere We Go It’s About to Be Crazy, Vol. 2            | Erstveröffentlichung: 10. Mai 2011 D-Dot feat. Lil’ Kim & Nicki Minaj                                      |
| 2011 | OD 401K                                                    | Erstveröffentlichung: 17. Oktober 2011 Mook feat. Ron Browz & Lil’ Kim                                     |
| 2012 | I Go Gordo Frederico                                       | Erstveröffentlichung: 16. August 2012 Fred the Godson feat. Lil’ Kim                                       |
| 2012 | Jay-Z Yellow Tape                                          | Erstveröffentlichung: 30. Oktober 2012 Tiffany Foxx feat. Lil’ Kim                                         |
| 2012 | Brooklyn Bitch Real Big                                    | Erstveröffentlichung: 30. November 2012 The Notorious B.I.G. feat. Jay-Z, Lil’ Kim & Shyne                 |
| 2016 | Still Rich Hempire                                         | Erstveröffentlichung: 15. April 2016 Berner feat. Wiz Khalifa & Lil’ Kim                                   |
| 2017 | Lovin’ You for Life The King & I                           | Erstveröffentlichung: 19. Mai 2017 Faith Evans & The Notorious B.I.G. feat. Lil’ Kim                       |
| 2018 | Fabulous Life No Industry Standard                         | Erstveröffentlichung: 29. Juni 2018 Taiyamo Denku feat. The Genius & Lil’ Kim                              |
| 2018 | Funeral Life in Plastic 2                                  | Erstveröffentlichung: 7. September 2018 DreamDoll feat. Lil’ Kim                                           |
| 2018 | Bitches Bad Bitch Commandments                             | Erstveröffentlichung: 21. November 2018 Tiffany Foxx feat. Lil’ Kim                                        |
| 2019 | Put Dat Pressure on Em Xerxes                              | Erstveröffentlichung: 20. Januar 2019 Big Lew feat. Lil’ Kim                                               |

| Jahr | Titel Album                                             | Anmerkungen                                                                                      |
| ---- | ------------------------------------------------------- | ------------------------------------------------------------------------------------------------ |
| 1997 | Call Me Rapper’s Paradise IV                            | Erstveröffentlichung: 10. November 1997 mit Too Short                                            |
| 1998 | Will They Die 4 You South Park – Chef Aid               | Erstveröffentlichung: 8. Dezember 1998 mit Mase, Puffy Daddy & System of a Down                  |
| 2001 | In the Air Tonite Urban Renewal (Songs of Phil Collins) | Erstveröffentlichung: 4. Mai 2001 feat. Phil Collins                                             |
| 2001 | What’s Going On                                         | Erstveröffentlichung: 30. Oktober 2001 mit Artists Against AIDS Worldwide; Original: Marvin Gaye |
| 2002 | Time to Rock & Roll WWE Anthology                       | Erstveröffentlichung: 12. November 2002 Jim Johnston feat. Lil’ Kim                              |

| Jahr | Titel Soundtrack zu                                       | Anmerkungen                                                                                                   |
| ---- | --------------------------------------------------------- | --- |
| 1996 | Time to Shine Hip Hop Hood – Im Viertel ist die Hölle los | Erstveröffentlichung: 9. Januar 1996 feat. Mona Lisa                                                          |
| 1996 | Queen Bitch High School High                              | Erstveröffentlichung: 19. August 1996                                                                         |
| 1997 | Not Tonight (Remix) Nix zu verlieren                      | Erstveröffentlichung: 1. Juli 1997 feat. Da Brat, Missy Elliott, Lisa Lopes & Angie Martinez                  |
| 1997 | Money Talks Money Talks – Geld stinkt nicht               | Erstveröffentlichung: 29. August 1997 feat. Andrea Martin                                                     |
| 1997 | Don’t Stop What You’re Doing Soul Food                    | Erstveröffentlichung: 16. September 1997 P. Diddy feat. Lil’ Kim                                              |
| 1998 | Hit ’em wit da Hee (Remix) Ich kann’s kaum erwarten!      | Erstveröffentlichung: 26. Mai 1998 Missy Elliott feat. Lil’ Kim & Mocha                                       |
| 1999 | Quiet Storm (Remix) Undercover – In Too Deep              | Erstveröffentlichung: 17. August 1999 Mobb Deep feat. Lil’ Kim                                                |
| 2001 | Lady Marmalade Moulin Rouge                               | Erstveröffentlichung: 8. Mai 2001 mit Christina Aguilera, Mýa, P!nk & Missy Elliott                           |
| 2001 | Do U Wanna Roll (Dolittle Theme) Dr. Dolittle 2           | Erstveröffentlichung: 19. Juni 2001 mit R.L. & Snoop Dogg                                                     |
| 2002 | It’s All About the Benjamins All About the Money          | Erstveröffentlichung: 19. Februar 2002 Puff Daddy & The Family feat. The Notorious B.I.G., Lil’ Kim & The Lox |
| 2002 | Cell Block Tango (He Had It Comin’) Chicago               | Erstveröffentlichung: 19. November 2002 mit Queen Latifah & Macy Gray                                         |
| 2003 | The Jump Off (Remix) Grind – Sex, Boards & Rock’n’Roll    | Erstveröffentlichung: 12. August 2003 feat. Mr. Cheeks & Mobb Deep                                            |
| 2003 | Do That Thing Street Style                                | Erstveröffentlichung: 23. Dezember 2003 B2K feat. Lil’ Kim                                                    |
| 2009 | Notorious B.I.G.                                          | Erstveröffentlichung: 13. Januar 2009 The Notorious B.I.G. feat. Lil’ Kim & Puff Daddy                        |
| 2021 | Big Santa Papi Miracles Across 125th Street               | Erstveröffentlichung: 17. September 2021                                                                      |

## Promoveröffentlichungen
| Jahr | Titel Album         | Anmerkungen                                                    |
| ---- | ------------------- | -------------------------------------------------------------- |
| 2013 | 1 Hunnit –          | Erstveröffentlichung: 27. Mai 2013 Young Goldie feat. Lil’ Kim |
| 2013 | Looks Like Money –  | Erstveröffentlichung: 11. Juli 2013                            |
| 2013 | Dead Gal Walking –  | Erstveröffentlichung: 31. Oktober 2013                         |
| 2013 | Kimmy Blanco –      | Erstveröffentlichung: 29. November 2013                        |
| 2014 | Hot Nigga (Remix) – | Erstveröffentlichung: 7. August 2014                           |

| Jahr | Titel Album                                              | Anmerkungen                                                                          |
| ---- | -------------------------------------------------------- | ------------------------------------------------------------------------------------ |
| 1997 | Call Me Rapper’s Paradise IV                             | Erstveröffentlichung: 1997 mit Too Short                                             |
| 2000 | Bad Girls / The Babysitter –                             | Erstveröffentlichung: 2000 feat. RuPaul / feat. Lil’ Niece                           |
| 2000 | Espacio Life Story                                       | Erstveröffentlichung: 2000 Black Rob feat. G-Dep & Lil’ Kim                          |
| 2000 | Hold On The Notorious K.I.M.                             | Erstveröffentlichung: 2000 feat. Mary J. Blige                                       |
| 2000 | Last Night / Unstoppable –                               | Erstveröffentlichung: 2000 feat. Connie / feat. Puff Daddy & The Notorious B.I.G.    |
| 2000 | New Jersey Style –                                       | Erstveröffentlichung: 2000                                                           |
| 2000 | Suck My Dick The Notorious K.I.M.                        | Erstveröffentlichung: 2000                                                           |
| 2001 | Do U Wanna Roll (Dolittle Theme) Dr. Dolittle 2 (O.S.T.) | Erstveröffentlichung: 2001 mit R.L. & Snoop Dogg                                     |
| 2001 | Get Crunked Up (Remix) –                                 | Erstveröffentlichung: 2001 Iconz feat. Lil’ Kim                                      |
| 2002 | Came Back for You La Bella Mafia                         | Erstveröffentlichung: 2002                                                           |
| 2002 | Rock the Party (Young Heff Remix) Redemption             | Erstveröffentlichung: 2002 Benzino feat. Lil’ Kim, Petey Pablo & Mario Winans        |
| 2002 | What’s the Word –                                        | Erstveröffentlichung: 2002                                                           |
| 2002 | Get in Touch with Us La Bella Mafia                      | Erstveröffentlichung: 2002 feat. Styles P                                            |
| 2003 | Ten Commandments Meet the Girl Next Door                 | Erstveröffentlichung: 2003 Lil’ Mo feat. Lil’ Kim                                    |
| 2003 | Lick Them Down* / The Word –                             | Erstveröffentlichung: 24. März 2003 * mit Beenie Man                                 |
| 2004 | Do That Thing Street Style                               | Erstveröffentlichung: 2004 B2K feat. Lil’ Kim                                        |
| 2006 | Stomp –                                                  | Erstveröffentlichung: 2006 Maino feat. Lil’ Kim                                      |
| 2008 | 5 Boroughs The Return of the G.O.A.T.                    | Erstveröffentlichung: 2008 LL Cool J Feat. Jim Jones, Lil’ Kim, Krs One & Method Man |

## Statistik

### Chartauswertung
|                     | DE    | AT    | CH    | UK    | US    |
| ------------------- | ----- | ----- | ----- | ----- | ----- |
| Nummer-eins-Alben   | DE—DE | AT—AT | CH—CH | UK—UK | US—US |
| Top-10-Alben        | DE—DE | AT—AT | CH—CH | UK—UK | US3US |
| Alben in den Charts | DE2DE | AT—AT | CH2CH | UK2UK | US4US |

|                       | DE     | AT    | CH    | UK     | US     |
| --------------------- | ------ | ----- | ----- | ------ | ------ |
| Nummer-eins-Singles   | DE1DE  | AT—AT | CH1CH | UK1UK  | US1US  |
| Top-10-Singles        | DE4DE  | AT2AT | CH1CH | UK3UK  | US4US  |
| Singles in den Charts | DE13DE | AT6AT | CH8CH | UK16UK | US17US |

### Auszeichnungen für Musikverkäufe
| Silberne Schallplatte - Frankreich - 2001: für die Single Lady Marmalade Goldene Schallplatte - Australien - 2003: für die Single Can’t Hold Us Down - Brasilien - 2024: für die Single Lady Marmalade - Dänemark - 2001: für die Single Lady Marmalade - 2021: für die Single Lady Marmalade - Griechenland - 2001: für die Single Lady Marmalade - Italien - 2023: für die Single Lady Marmalade - Kanada - 2001: für das Album The Notorious K.I.M. - Neuseeland - 1997: für die Single Not Tonight - 2014: für die Single Can’t Hold Us Down - Spanien - 2024: für die Single Lady Marmalade | Platin-Schallplatte - Belgien - 2001: für die Single Lady Marmalade - Neuseeland - 2001: für die Single Lady Marmalade - Niederlande - 2001: für die Single Lady Marmalade - Schweden - 2001: für die Single Lady Marmalade 2× Platin-Schallplatte - Australien - 2001: für die Single Lady Marmalade - Norwegen - 2002: für die Single Lady Marmalade |

Anmerkung: Auszeichnungen in Ländern aus den Charttabellen bzw. Chartboxen sind in ebendiesen zu finden.
| Land/RegionAuszeichnungen für Musikverkäufe (Land/Region, Auszeichnungen, Verkäufe, Quellen) | Silber     | Gold       | Platin       | Verkäufe   | Quellen                                                    |
| -------------------------------------------------------------------------------------------- | ---------- | ---------- | ------------ | ---------- | ---------------------------------------------------------- |
| Australien (ARIA)                                                                            | —          | Gold1      | 2× Platin2   | 175.000    | aria.com.au                                                |
| Belgien (BRMA)                                                                               | —          | —          | Platin1      | 50.000     | ultratop.be                                                |
| Brasilien (PMB)                                                                              | —          | Gold1      | —            | 30.000     | pro-musicabr.org.br                                        |
| Dänemark (IFPI)                                                                              | —          | 2× Gold2   | —            | 55.000     | ifpi.dk                                                    |
| Deutschland (BVMI)                                                                           | —          | Gold1      | Platin1      | 750.000    | musikindustrie.de                                          |
| Frankreich (SNEP)                                                                            | Silber1    | —          | —            | 125.000    | infodisc.fr                                                |
| Griechenland (IFPI)                                                                          | —          | Gold1      | —            | 10.000     | ifpi.gr (Memento vom 22. Februar 2002 im Internet Archive) |
| Italien (FIMI)                                                                               | —          | Gold1      | —            | 50.000     | fimi.it                                                    |
| Kanada (MC)                                                                                  | —          | Gold1      | —            | 50.000     | musiccanada.com                                            |
| Neuseeland (RMNZ)                                                                            | —          | 2× Gold2   | Platin1      | 22.500     | aotearoamusiccharts.co.nz NZ2                              |
| Niederlande (NVPI)                                                                           | —          | —          | Platin1      | 60.000     | nvpi.nl                                                    |
| Norwegen (IFPI)                                                                              | —          | —          | 2× Platin2   | 40.000     | ifpi.no (Memento vom 5. November 2012 im Internet Archive) |
| Österreich (IFPI)                                                                            | —          | Gold1      | —            | 20.000     | ifpi.at                                                    |
| Schweden (IFPI)                                                                              | —          | —          | Platin1      | 40.000     | sverigetopplistan.se                                       |
| Schweiz (IFPI)                                                                               | —          | Gold1      | —            | 20.000     | hitparade.ch                                               |
| Spanien (Promusicae)                                                                         | —          | Gold1      | —            | 30.000     | elportaldemusica.es                                        |
| Vereinigte Staaten (RIAA)                                                                    | —          | 4× Gold4   | 9× Platin9   | 11.000.000 | riaa.com                                                   |
| Vereinigtes Königreich (BPI)                                                                 | 2× Silber2 | —          | 2× Platin2   | 1.600.000  | bpi.co.uk                                                  |
| Insgesamt                                                                                    | 3× Silber3 | 17× Gold17 | 20× Platin20 |            |                                                            |